# Boloria hunzaica
Boloria hunzaica är en fjärilsart som beskrevs av Robert Christopher Tytler 1940. Boloria hunzaica ingår i släktet Boloria och familjen praktfjärilar. Inga underarter finns listade i Catalogue of Life.